# Cleptotrigona cubiceps
Cleptotrigona cubiceps là một loài Hymenoptera trong họ Apidae. Loài này được Friese mô tả khoa học năm 1912.